# Dorothy Sebastian
Dorothy Sebastian (Birmingham, 26 aprile 1903 – Woodland Hills, 8 aprile 1957) è stata un'attrice statunitense.

## Biografia
Nata in Alabama (da qui il suo soprannome di Little Alabam), bruna, alta 1,60, Dorothy Sebastian lasciò la famiglia all'età di 15 anni, per tentare la strada dello spettacolo. A teatro, a New York, incontrò dei problemi per il suo forte accento del sud. Ma la sua grande bellezza le aprì la strada della rivista: nel 1924, il suo nome appare nel cast dell'edizione di quell'anno dei George White's Scandals, a fianco di altre bellissime attrici come Louise Brooks e le sorelle Helene e Dolores Costello.
Robert Kane, un agente teatrale che poi diventò produttore, riuscì a farla arrivare a Hollywood, dove esordì nel 1925 come protagonista in una piccola produzione.
Partecipò a quasi settanta film nei ventitré anni della sua carriera durata dal 1925 al 1948, anno in cui si ritirò dalle scene. La sua ultima apparizione sullo schermo fu in Il miracolo delle campane in un piccolo ruolo, dove non venne neanche accreditata.

## Riconoscimenti
Per il suo contributo all'industria cinematografica, Dorothy Sebastian ha una stella sull'Hollywood Walk of Fame al 6655 di Hollywood Blvd.

## Filmografia
La filmografia è completa. Quando manca il nome del regista, questo non viene riportato nei titoli
- Half a Hero, regia di Fred Hibbard (1925)
- Sackcloth and Scarlet, regia di Henry King (1925)
- Winds of Chance, regia di Frank Lloyd (1925)
- Why Women Love, regia di Edwin Carewe (1925)
- Bluebeard's Seven Wives, regia di Alfred Santell (1925)
- Il torrente (Torrent), regia di Monta Bell (1926)
- Beauty à la Mud, regia di Harold Beaudine (1926)
- You'd Be Surprised, regia di Arthur Rosson (1926)
- Il padiglione delle meraviglie (The Show), regia di Tod Browning (1927)
- Tua moglie ad ogni costo (The Demi-Bride), regia di Robert Z. Leonard (1927)
- Slide, Kelly, Slide, regia di Edward Sedgwick (1927)
- California, regia di W. S. Van Dyke (1927)
- On Ze Boulevard, regia di Harry F. Millarde (1927)
- Twelve Miles Out, regia di Jack Conway (1927)
- The Isle of Forgotten Women, regia di George B. Seitz (1927)
- Mia moglie mi tradisce (Tea for Three), regia di Robert Z. Leonard (1927)
- The Arizona Wildcat, regia di Roy William Neill (1927)
- Anna Karenina (Love), regia di Edmund Goulding e, non accreditato, John Gilbert (1927)
- The Haunted Ship, regia di Forrest Sheldon (1927)
- Their Hour, regia di Alfred Raboch (1928)
- Wyoming, regia di W.S. Van Dyke (1928)
- The House of Scandal, regia di King Baggot (1928)
- The Adventurer, regia di Viktor Tourjansky e, non accreditato, W.S. Van Dyke (1928)
- Le nostre sorelle di danza (Our Dancing Daughters), regia di Harry Beaumont (1928)
- Il destino (A Woman of Affairs), regia di Clarence Brown (1928)
- Amore e guerra (Morgan's Last Raid), regia di Nick Grinde (1929)
- The Rainbow, regia di Reginald Barker (1929)
- La fanciulla del ring (The Spirit of Youth), regia di Walter Lang (1929)
- Fiore di Satana (The Devil's Apple Tree), regia di Elmer Clifton (1929)
- Io... e l'amore (Spite Marriage), regia di Edward Sedgwick e Buster Keaton (1929)
- Donna che ama (The Single Standard), regia di John S. Robertson (1929)
- Lo spettro verde (The Unholy Night), regia di Lionel Barrymore (1929)
- His First Command, regia di Gregory La Cava (1929)
- The Rounder, regia di J.C. Nugent (1930)
- Officer O'Brien, regia di Tay Garnett (1930)
- Un marito fuori posto (Montana Moon), regia di Malcolm St. Clair (1930)
- Chi non cerca... trova (Free and Easy), regia di Edward Sedgwick (1930)
- L'isola dell'inferno (Hell's Island), regia di Edward Sloman (1930)
- Ragazze che sognano (Our Blushing Brides), regia di Harry Beaumont (non accreditato) (1930)
- Ladies Must Play, regia di Raymond Cannon (1930)
- Stranieri (Brothers), regia di Walter Lang (1930)
- The Utah Kid, regia di Richard Thorpe (1930)
- Lightning Flyer, regia di William Nigh (1931)
- Ships of Hate, regia di John P. McCarthy (1931)
- Il grande giuoco (The Big Gamble), regia di Fred Niblo (1931)
- The Deceiver, regia di Louis King (1931)
- The Wide Open Spaces, regia di Arthur Rosson (1931)
- They Never Come Back, regia di Fred C. Newmeyer (1932)
- Contrabando, regia di Alberto Mendez Bernal, Raymond Wells (1932)
- Contraband, regia di Alberto Mendez Bernal, Raymond Wells (1933)
- Ship of Wanted Men, regia di Lewis D. Collins (1933)
- No Sleep on the Deep, regia di Charles Lamont (1934)
- Allez Oop, regia di Buster Keaton e Charles Lamont (1934)
- La donna nell'ombra (The Life of Vergie Winters), regia di Alfred Santell (1934)
- Radio Barred, regia di Leslie Goodwins (1937)
- The Mysterious Pilot, regia di Spencer Gordon Bennet (1937)
- Rough Riders' Round-up, regia di Joseph Kane (1939)
- Donne (The Women), regia di George Cukor (1939)
- The Arizona Kid, regia di Joseph Kane (1939)
- Days of Jesse James, regia di Joseph Kane (1939)
- Kansas Cyclone, regia di George Sherman (1941)
- Among the Living, regia di Stuart Heisler (1941)
- Vento selvaggio (Reap the Wild Wind), regia di Cecil B. De Mille (1942)
- True to the Army, regia di Albert S. Rogell (1942)
- Le ragazze dello scandalo (George White's Scandals), regia di Felix E. Feist (1945)
- Il miracolo delle campane (The Miracle of the Bells), regia di Irving Pichel (1948)

## Film e documentari dove appare Dorothy Sebastian
- Maschere di celluloide (Show People), regia di King Vidor (1928)
- Screen Snapshots Series 9, No. 20, regia di Ralph Staub (1930)
- Screen Snapshots Series 9, No. 23, regia di Ralph Staub (1930)
- Screen Snapshots Series 10, No. 5, regia di Ralph Staub (1930)
- Matrimonio all'alba (A Woman of Affairs), regia di Melvin Frank e Norman Panama (1951)